# Alegeri prezidențiale în Brazilia, 1945

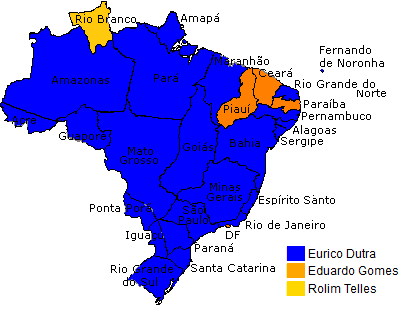

Alegerile prezidențiale au avut loc în Brazilia pe 2 decembrie 1945. Acestea au fost primele alegeri de la stabilirea lui Getulio Vargas' Estado Novo.

## Contextul istoric
Dupa sfârșitul celui de-al II-lea Război Mondial, Vargas a fost forțat de către militari să redemocratizeze țara. Cu toate acestea, militarii se temeau că Vargas ar putea suspenda alegerile așa cum a suspendat și alegerile programate in 1937 și 1938 și a organizat o lovitură de stat preventivă care l-a înlăturat prematur pe Vargas de la putere pe 29 octombrie 1945 și a instalat un guvern provizoriu condus de José Linhares pentru a asigura libertatea și dreptatea alegerilor.
În timpul acestei perioade de liberalizare, Vargas a fondat 2 partide: Partidul Social Democrat (PSD), un partid de centru - dreapta compus în principal din burghezia industrială națională care l-a sprijinit pe Vargas si cei care au intervenit pentru Vargas din state, și Partidul Brazilian al muncii (PTB) compus din clasa urbană de lucru și mișcarea sindicală. Chiar daca PSD-ul (Partidul Social Democrat) a devenit cel mai mare partid din cele 2, chiar dacă Vargas a folosit PTB (Partidul Brazilian al muncii) în scop propriu. PSD-ul a avut constant cel mai mare număr de deputați până la lovitura militară de stat din 1964. Coaliția Vargistă l-a nominalizat în războiul lui Vargas pe Ministrul Apărării Eurico Gaspar Dutra mai devreme în 1945, dar PTB (Partidul Brazilian al muncii) și Vargas i-au oferit novicelui Dutra sprijin pentru candidatura sa.
Adversarii tradiționali ai lui Vargas au fondat Uniunea Națională Democrată (UND) în Aprilie 1945. UND, un partid conservator care apără liberalismul economic prin stimulare publică la capitalul străin, a fost mai mult un partid de intelectuali și de clasa de mijloc urbană, precum și rămășițe ale intereselor  oligarchice ale Republicii Velha. Este nominalizat fostul militar și brigadier al Forțelor Aeriene Eduardo Gomes, cunoscut mai târziu pentru participarea la lovitura de stat din 1964, ca și candidat prezidențial . Gomes a susținut in special o abrogare majoritară a legislației sociale și a reformei forței de munca din timpul domniei Vargas.
Legalizat de Vargas în 1945, Partidul Comunist Brazilian, condus de popularul Luís Carlos Prestes a nominalizat un inginer puțin cunoscut, Yedo Fiúza, care a câștigat aproape 10% din voturi.

## Rezultate
Datorită, în special a aprobării lui Vargas, care a rămas populară in urma detronării lui, Dutra a câștigat o majoritate absolută.

### Președinte
| Candidat | Candidat                       | Voturi    | %       |
| -------- | ------------------------------ | --------- | ------- |
|          | Eurico Gaspar Dutra (PSD, PTB) | 3.251.507 | 55,39%  |
|          | Eduardo Gomes (UND)            | 2.039.341 | 34,74%  |
|          | Yedo Fiúza (PCB)               | 569.818   | 9,71%   |
|          | Rolim Teles (PAN)              | 10.001    | 0,17%   |
| Total    | Total                          | 6.006.209 | 100.00% |